# Farad
Farad (symbol F) je jednotka elektrické kapacity, která patří mezi odvozené jednotky v soustavě SI. Její název je odvozen od jména Michaela Faradaye.

## Definice
Kondenzátor má kapacitu jednoho faradu, pokud jeden coulomb elektrického náboje na jeho elektrodách vytvoří napětí jeden volt. Farad je odvozená jednotka, která má v základních jednotkách SI rozměr:
{\displaystyle {\mbox{F}}={\mbox{C}}\cdot {\mbox{V}}^{-1}={\mbox{m}}^{-2}\cdot {\mbox{kg}}^{-1}\cdot {\mbox{s}}^{4}\cdot {\mbox{A}}^{2}}
(1 F = 1 ampérsekunda na volt)

## Použití
Farad je v porovnání s kapacitami běžně používaných kondenzátorů v elektronice příliš velká jednotka; proto se v praxi používají její zlomky, např. nanofarady nebo pikofarady.
Nicméně se v posledních letech podařilo vyrobit kondenzátory s kapacitou stovek faradů, tzv. superkapacitory.